# Guaibasàurids
Els guaibasàurids (Guaibasauridae) constitueixen una família de dinosaures saurisquis primitius coneguts a partir de restes fòssils del Triàsic superior trobades al Brasil i a l'Argentina.